# 프랭크 스나이더
프랭크 엘튼 스나이더(Frank Elton Snyder, 1895년 5월 27일~1962년 1월 5일)는 미국의 프로 야구 선수이자 코치이다. 1912년부터 1927년까지 메이저 리그 베이스볼(MLB)에서 포수로 뛰었으며, 세인트루이스 카디널스, 뉴욕 자이언츠를 거쳤다. 판초(Pancho)라는 별명을 갖고 있었던 스나이더는 어머니 쪽이 멕시코 혈통이었다.